# 鹿特丹轟炸

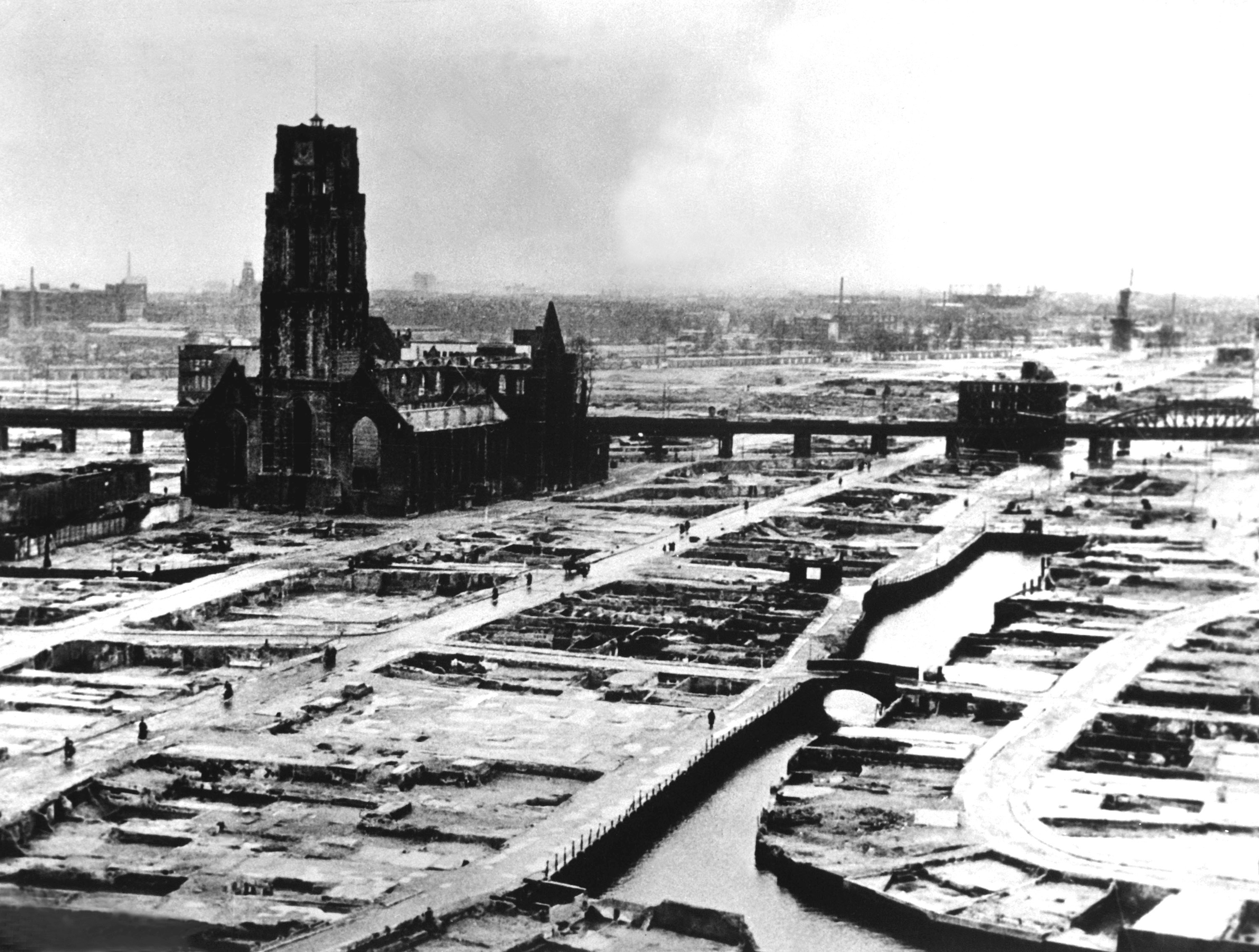
遭受轟炸後的鹿特丹市中心。嚴重受損的聖勞倫斯大教堂（現已重建）是當時唯一沒被完全炸毀的鹿特丹中世紀建築。

鹿特丹轟炸指的是第二次世界大戰中德國入侵荷蘭時，德國空軍於1940年5月14日對鹿特丹所進行的戰略轟炸。其轟炸目的是為了支援德軍在鹿特丹的戰鬥、擊敗荷軍的抵抗，進而迫使荷蘭投降。

## 序幕
德軍於1940年5月10日入侵荷蘭。他們起初的推進非常迅速，輕鬆的粉碎荷蘭的邊防。然而，就在5月14日這天，荷軍（儘管缺乏足夠的坦克、設備及飛機）阻擋德軍向荷蘭要塞的推進。

## 鹿特丹戰役
到了1940年5月13日早上，在鹿特丹的情勢已成了僵局，因為在那裏的戰鬥已經持續了三天。荷蘭部隊在史恰洛上校的指揮下防守著通往鹿特丹的新馬斯河北岸，以避免德軍從此地穿過；德國部隊包括了司徒登將軍率領的滑翔機和傘兵部隊及施密特將軍率領的地面部隊：第九裝甲師和阿道夫·希特勒警衛隊（一個摩托化的「黨衛隊」單位）。
一次由荷蘭海軍陸戰隊發動的奪回威廉士大橋反擊失敗，導致關鍵區域被德軍橫越。一些由荷蘭空軍所進行摧毀大橋的行動也失敗。
5月14日早晨，希特勒發布了他的第11號指令。對於荷蘭戰線的行動，他給出了以下的說明:
"荷軍的抵抗能力已被證實比預期來的強勁。政治因素與軍事因素同樣要求著盡快突破此一困境。這次任務在南方提供足夠的軍隊開啟新戰線，並與在東方戰線作戰的部隊聯合進攻，進而攻占荷蘭要塞。除此之外，空軍也必須在地面部隊戰力被削弱時，不斷的轟炸荷蘭要塞直到第六軍團到來支援。"
施密特將軍曾計劃於第二天（5月14日），運用裝備火焰噴射器的第九裝甲師、黨衛軍部隊以及戰鬥工兵來發起聯合攻擊。空降部隊兩棲突襲穿越了河流的上游，然後從側翼通過卡拉林根地區。在此次進攻開始之前，德軍決定先由砲擊開始；而施密特將軍曾要求德國空軍的支援：一組（約25架飛機）的Ju 87俯衝轟炸機，專門做為先行的突襲與轟炸。
施密特的空中支援請求傳給了柏林第二機群的機組員。除了斯圖卡式轟炸機進行的戰略轟炸之外，施密特還調來了He 111轟炸機進行戰術轟炸。

## 轟炸

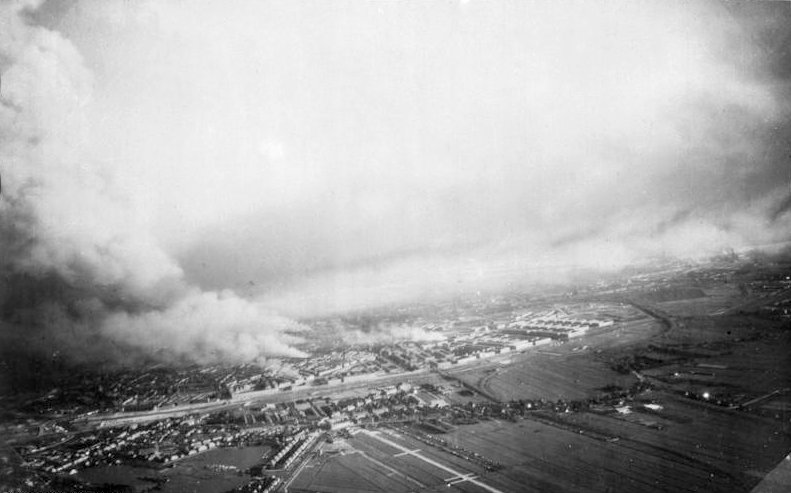
遭受轟炸後不斷燃燒的鹿特丹市中心。

施密特試圖以空軍轟炸武力來威脅史恰洛上校和平的交出荷蘭要塞，不然鹿特丹（對德國來講是重大的戰略目標，也是在荷蘭最大的工業區）就會被轟炸，但是史恰洛拒絕了談判。空襲預定於13:20（荷蘭時間：標準時間 - 1小時40分）開始。
施密特將第二次的通牒時間拖延到16點20分。然而，正當荷蘭代表在跨越威爾蘭斯堡並傳達此信息時，無駕駛的轟炸機卻已經出動：共有90架第54轟炸機聯隊的轟炸機被送到市區上空。
司徒登以無線通知聯隊延遲計畫中的攻擊，但是當指令傳達至第54轟炸機聯隊的指揮所時，指揮官瓦爾特·拉克納准將已經抵達鹿特丹，而且他們的飛機已經接近航程限制。由於煙霧遮蔽了目標物，為了確保有精準轟炸到荷蘭部隊，拉克納下令將飛行高度下降到2300英尺（700米）。在城市內的德國軍隊發射了照明彈以通知轟炸機返航，但南方轟炸隊中的三架卻已經投下炸彈，其餘的24架則返航；另外，比較大型卻不該出現的東北轟炸隊則在城市的南側看到了紅色照明彈--那是繼續攻擊的指示。54架He 111轟炸機扔下了97噸的炸藥，其中大部分是扔在市中心附近。
對於為何沒有及早收到停火的指令至今仍有不少爭論。一方面，統率最大轟炸機群的拉克納准將宣稱，由於有濃霧導致可見度降低，進而造成他們沒看見紅色信號彈，原因是燃燒建築物造成的濃煙導致能見度下降至2000呎所造成的不便。另一方面，拉克納所沒看到的紅色照明彈可能早已被德軍地面部隊用來告知其他部隊本身在城市裡的位置，以避免遭受己方砲擊，這是照明彈原本的用途。德國官方指定紅色的功能，則證明這種特殊狀況的可能性是存在的。
炸彈擊中一些在港口的植物油油罐，並引發一場一發不可收拾的大火，甚至還蔓延到了市中心。雖然不知道確切的傷亡人數，但是推估大約800至900人死亡，80,000人無家可歸。約2.6平方公里（1平方英里）的城市幾乎被夷為平地。24,978棟民宅、24座教堂、2,320家商店、775座倉庫和62所學校被摧毀。施密特發了一封溫和的訊息給了荷軍指揮官，後者在不久之後便決定投降。

## 結果

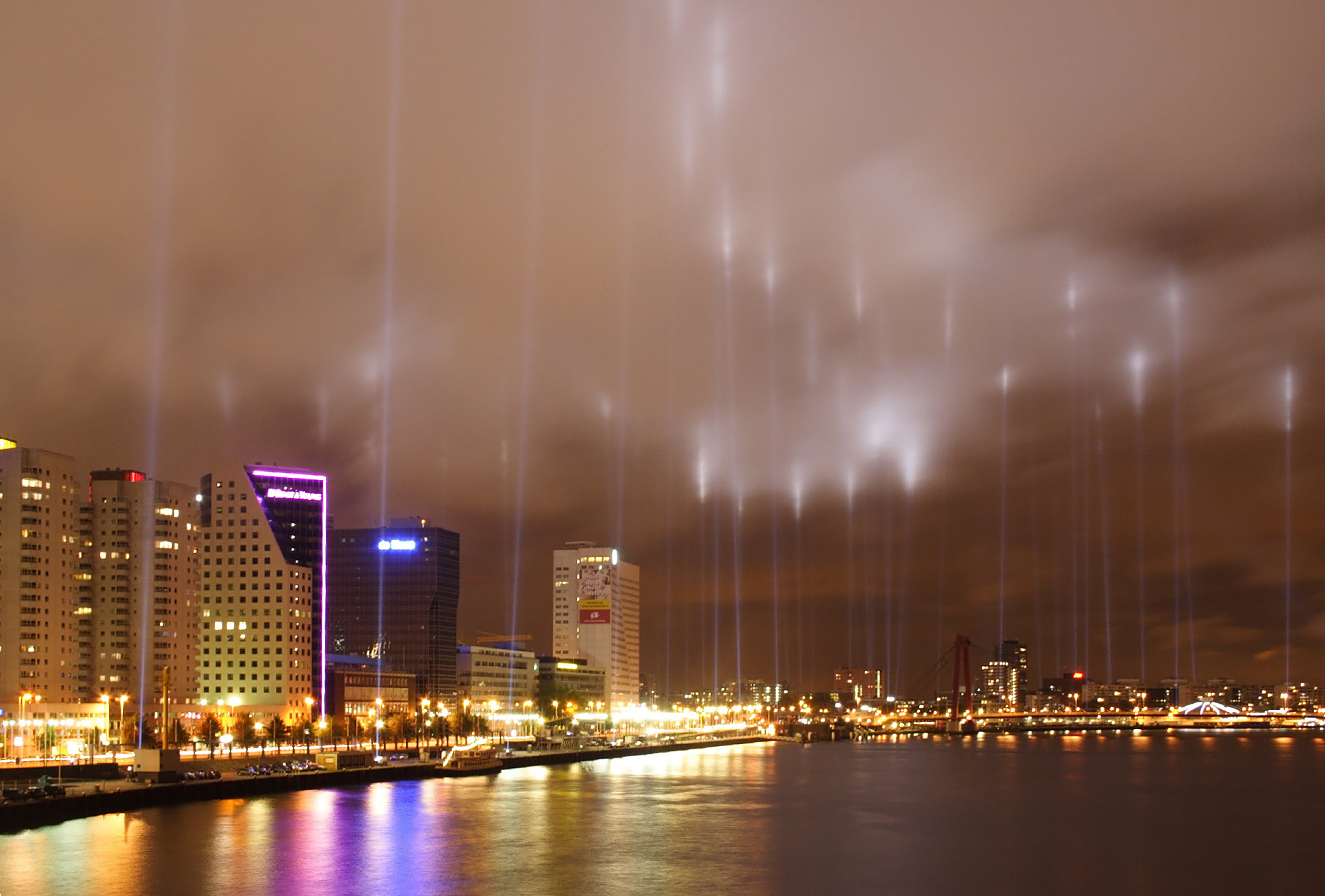
2007年5月14日，為了紀念鹿特丹轟炸，市中心設置了幾盞燈以顯示當年被轟炸的區域

荷蘭軍隊已沒有辦法阻止轟炸機（荷蘭空軍實際上已不存在，而高射炮已轉移至海牙），所以當德軍在發了一個類似的最後通牒───威脅說要轟炸烏特勒支的時候，荷蘭政府決定停止抵抗以避免更多城市被毀。
英國的戰略只是在轟炸軍事目標和基礎設施而已，例如軍事用的鐵路及港口。由於承認轟炸德國會造成平民傷亡，英國政府決定放棄蓄意轟炸戰區以外的平民財產的戰術。這項策略在1940年5月15日被放棄，就在鹿特丹轟炸的隔天。當英國皇家空軍獲准攻擊德國的資源區——魯爾的油田及民生工業，如煉鐵的高爐在夜間發出的閃光有如明顯的目標。皇家空軍於1940年5月15日晚間及16日晚間對德國本土發動第一次空襲。

## 延伸閱讀
- Google Earth系統上俯瞰被轟炸的區域

圖片
- 鹿特丹被轟炸後的圖片
- 2007年和2008年鹿特丹大轟炸紀念節圖片（页面存档备份，存于）